# Пуенте Алто
Пуенте Алто (на испански: Puente Alto, в превод Висок мост) е град в регион Сантяго, Централно Чили. Населението му е 568 094 жители (2017 г.), а площта му е 88,2 кв. км. Телефонният му код е 2. Средният доход на домакинство в града е 23 362 щатски долара. Населението под прага на бедността е 10,6%.